# قطيميات
القطيميات أو فصيلة إريوكرانييدي (الاسم العلمي: Eriocraniidae)، هي فصيلة حشرات عثية من حرشفيات الأجنحة. يقتصر وجودها على المنطقة القطبية الشمالية، تضم ستة أجناس.